# Rhaphidorrhynchium leptophyllum
Rhaphidorrhynchium leptophyllum är en bladmossart som beskrevs av Brotherus 1925. Rhaphidorrhynchium leptophyllum ingår i släktet Rhaphidorrhynchium och familjen Sematophyllaceae. Inga underarter finns listade i Catalogue of Life.